# Мидлтаун (тауншип, Нью-Джерси)
Мидлтаун (англ. Middletown) ― тауншип в северной части округа Монмут, штат Нью-Джерси, США. По данным переписи населения США 2020 года, тауншип занимал 20-е место в штате по численности населения и был крупнейшим в округе с населением в 67 106 человек, что на 584 человека (+0,9%) больше, чем в 2010 году (66 522 человека), что, в свою очередь, отражает увеличение на 195 жителей (0,3%) по сравнению с населением в 66 327 человек по данным переписи 2000 года, когда это был 17-й по численности населения муниципалитет штата.
Миддлтаун ― спальный район Нью-Йорка, расположенный рядом с заливом Раритан в районе долины Раритан в столичном регионе Нью-Йорка. Благодаря своему богатству, низкому уровню преступности, доступу к культурным мероприятиям, системе государственных школ, расположению на побережье Джерси и Раритан-Бэйшор, а также центральному транспортному сообщению Мидлтаун в 2006, 2008, 2010 и 2014 годах входил в «Топ-100 лучших городов мира» по версии CNNMoney.com. Журнал Time включил Мидлтаун в свой список «Лучшие места для жизни» в 2014 году.
В 2016 году агентство SafeWise назвало Мидлтаун пятым городом в Америке, в котором безопаснее всего растить ребенка; среди 12 населенных пунктов Нью-Джерси, включенных в список, Мидлтаун занял самое высокое место.

## История
Изначально по всему району были распространены небольшие общины племени Делавары, Навесинк. В 1609 году произошла первая известная высадка европейцев. Эта территория впоследствии стала поселком Мидлтаун. Морской капитан и исследователь Генри Гудзон, служивший Голландской Вест-Индской компании в поисках мифического Северо-Западного прохода, бросил якорь у берегов залива Сэнди-Хук в 1609 году, описав этот район как очень хорошую землю, на которую приятно попасть и посмотреть. Право патрулирования было предоставлено компанией в 1651 году, когда земля еще не была официально заселена.
Современный музей Шоул-Харбор и Старый шпионский дом включают в себя части дома, построенного Томасом Уитлоком, одним из первых европейских поселенцев в этом районе (и баптистом-реформатором в Мидлтауне), который прибыл сюда еще в 1664 году, примерно во время захвата англичанами Новой Голландии. Это стало прелюдией ко Второй англо-голландской войне. По давней традиции Пенелопа Стаут, одна из первых поселенцев, пряталась на дереве от враждебно настроенных коренных американцев.
Вскоре после капитуляции голландцами Новой Голландии перед англичанами в 1664 году баптистским и квакерским поселенцам с Лонг-Айленда, Род-Айленда и Массачусетса был предоставлен большой участок земли, известный как патент на Навесинк или Монмутский тракт. В 1693 году треугольный участок превратился в три городка – Мидлтаун-тауншип, Шрусбери-тауншип и Фригольд-тауншип.
Во время войны за независимость США Мидлтаун и большая часть остальной части Восточного округа Монмут находились под контролем англичан. После битвы при Монмуте британцы, отступая из Фрихолд-Тауншипа, направились по Королевскому шоссе через Мидлтаун к месту посадки в Сэнди-Хук в заливе, направляясь обратно в Нью-Йорк.
Первоначально тауншип Мидлтаун был образован 31 октября 1693 года и был включен в состав тауншипа в соответствии с Законом о тауншипах 1798 года Законодательного собрания Нью-Джерси от 21 февраля 1798 года. Части тауншипа были объединены в Атлантик-тауншип (8 февраля 1847 года, ныне Колтс-Нек-тауншип), Раритан-тауншип (25 февраля 1848 года, ныне Хэзлет), Атлантик-Хайлендс (28 февраля 1887 года), Хайлендс (22 марта 1900 года) и Кинсбург (22 марта 1917 года).
После завершения строительства железнодорожного узла в 1875 году город рос более быстрыми темпами, в конце концов превратившись из группы небольших и слабо связанных между собой рыбацких и сельскохозяйственных деревень в быстрорастущий пригород на рубеже 20-го века. Если в Мидлтауне когда-либо и был узнаваемый центр города или городская площадь, то вскоре после Второй мировой войны они были утрачены из-за стремительного роста.
В мае 1958 года несколько ракет Nike Ajax взорвались на батарее NY-53 в Чапел-Хилле, в результате чего погибли десять военнослужащих и гражданских лиц. Эта авария стала одной из самых страшных катастроф, связанных с ракетами, за время холодной войны.
Во время терактов 11 сентября 2001 года Мидлтаун потерял 37 своих жителей во Всемирном торговом центре, что сделало его вторым по количеству смертей после терактов 11 сентября 2001 года в любом муниципалитете, уступая только Нью-Йорку. Мемориальные сады Всемирного торгового центра были открыты для публики 11 сентября 2003 года, во вторую годовщину терактов.
Береговая часть военно-морской оружейной базы Эрл расположена в Леонардо, в заливе Сэнди-Хук, и используется для погрузки боеприпасов на корабли на пирсе Фингер, который простирается на 2,9 мили (4,7 км), что делает его вторым по длине подобным пирсом в мире.
Историческое общество Миддлтауна (Middletown Township Historical Society) ― некоммерческая организация, созданная в 1968 году для сохранения и популяризации истории Миддлтауна.

## Галерея

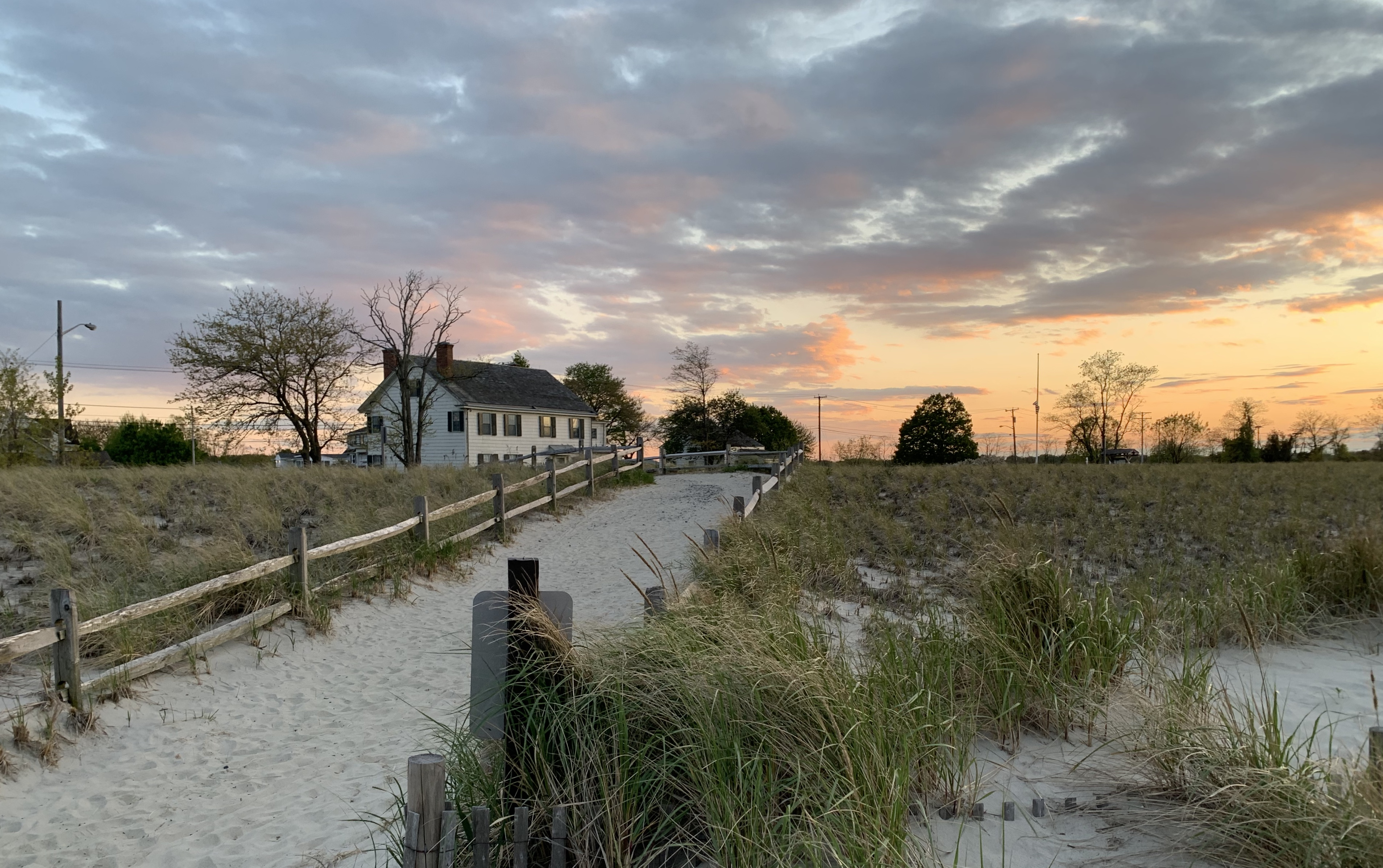
Дом Сибрука-Уилсона был построен в 1663 году и является одним из старейших сохранившихся сооружений в Нью-Джерси
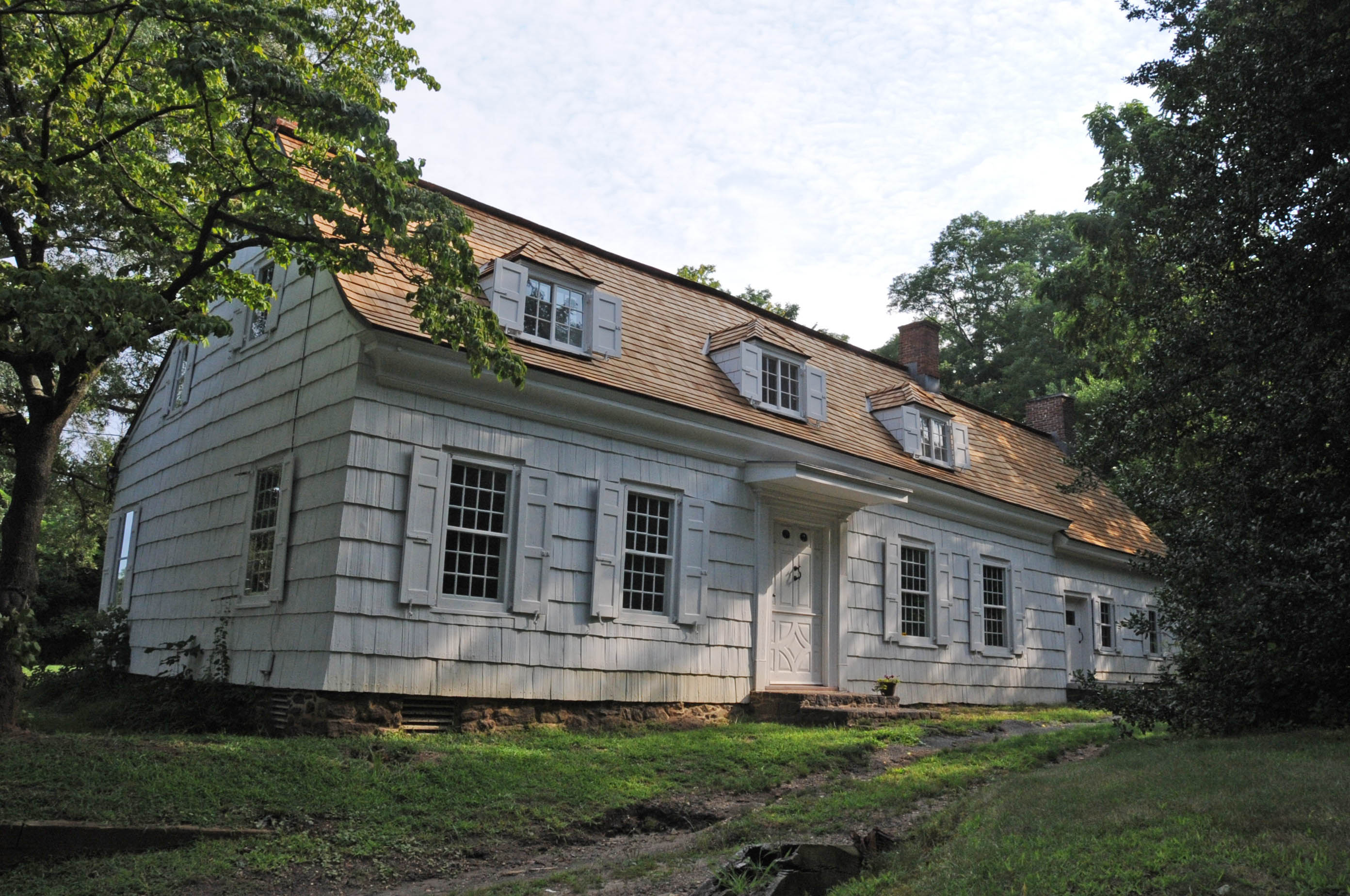
Марлпит-холл был построен в 1686 году и является примером архитектуры соляных ящиков под влиянием Новой Англии
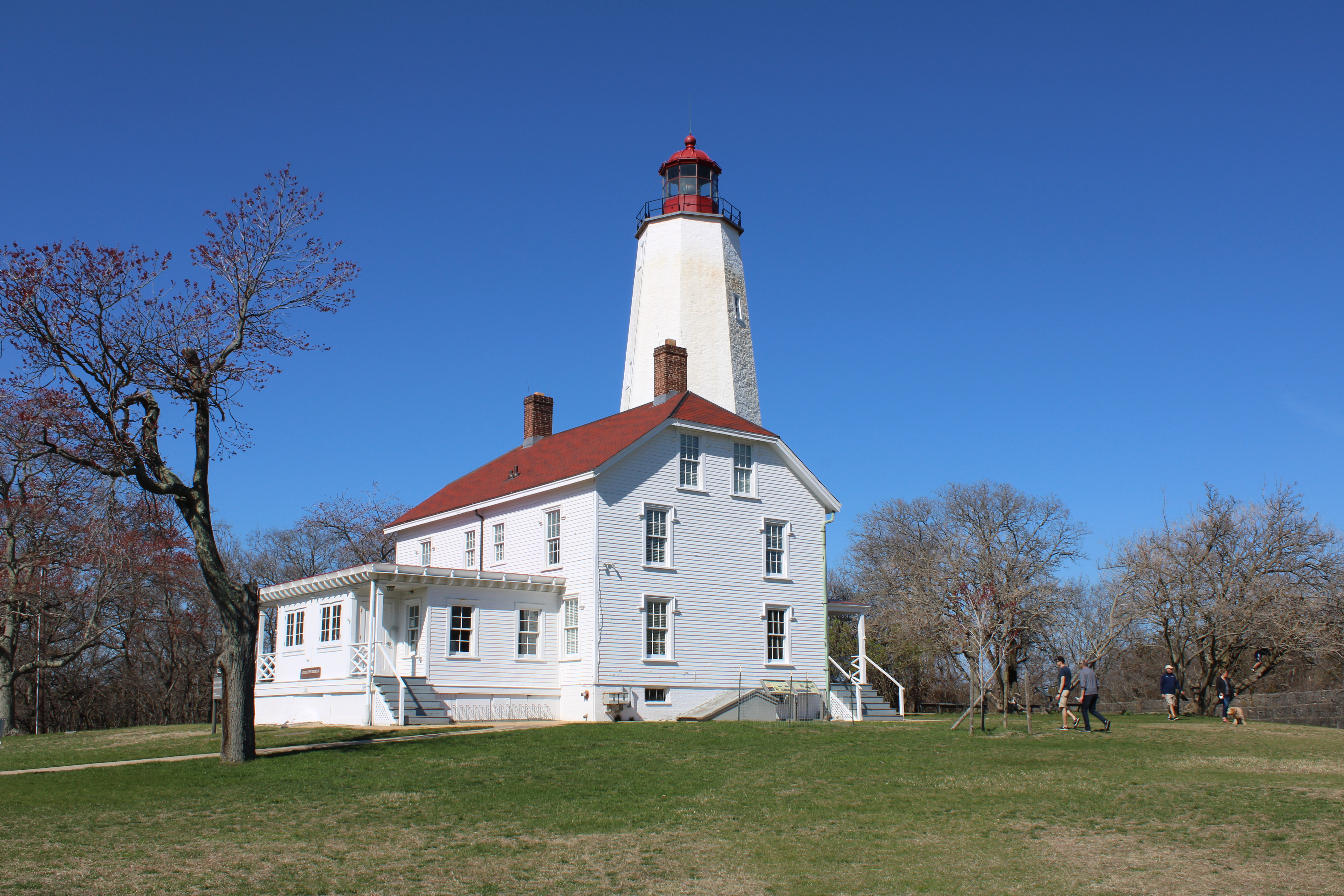
Маяк Сэнди-Хук был построен в 1764 году. Это старейший действующий маяк в Соединенных Штатах</ref>
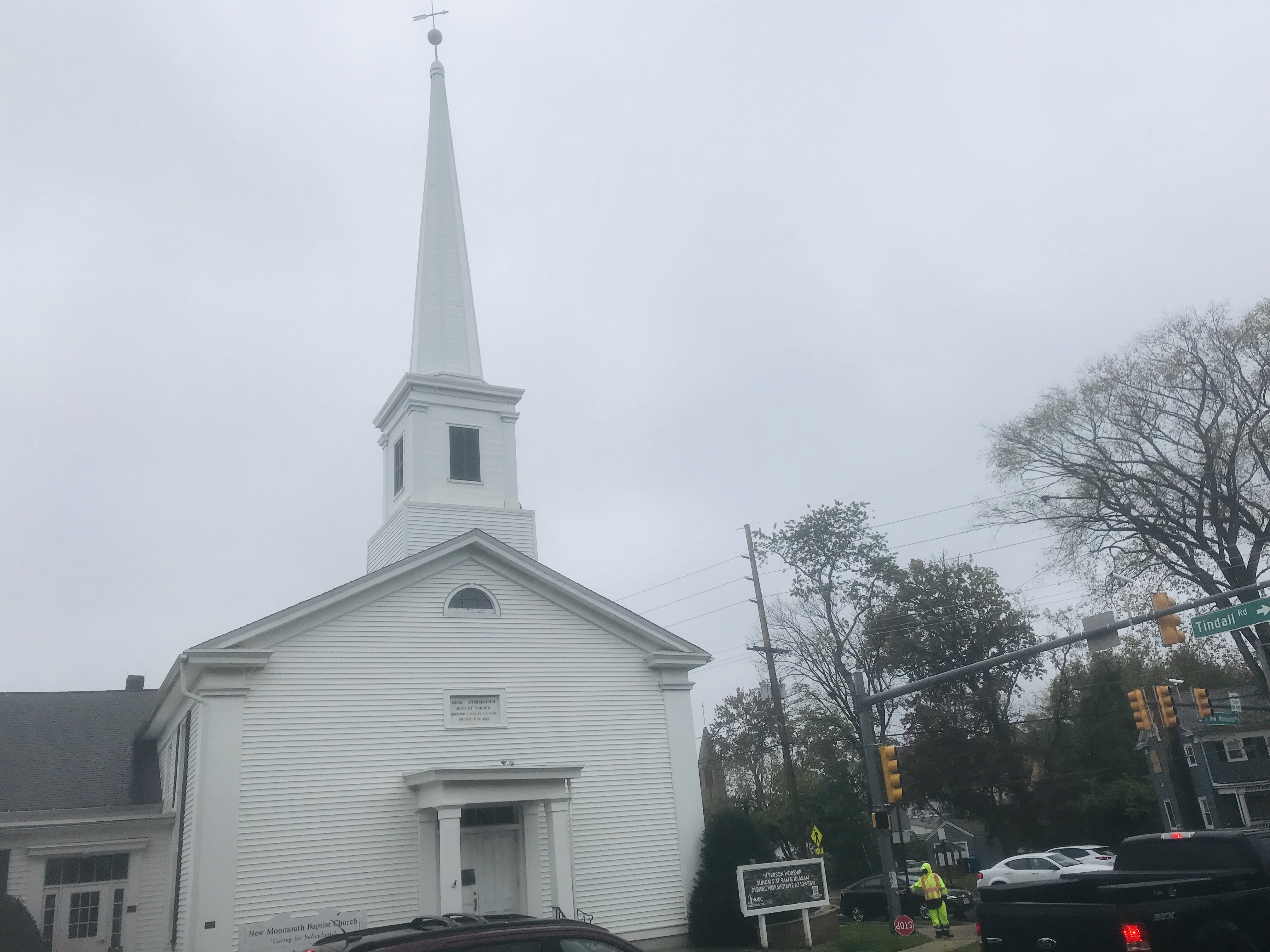
Новая баптистская церковь Монмута, основанная в 1855 году
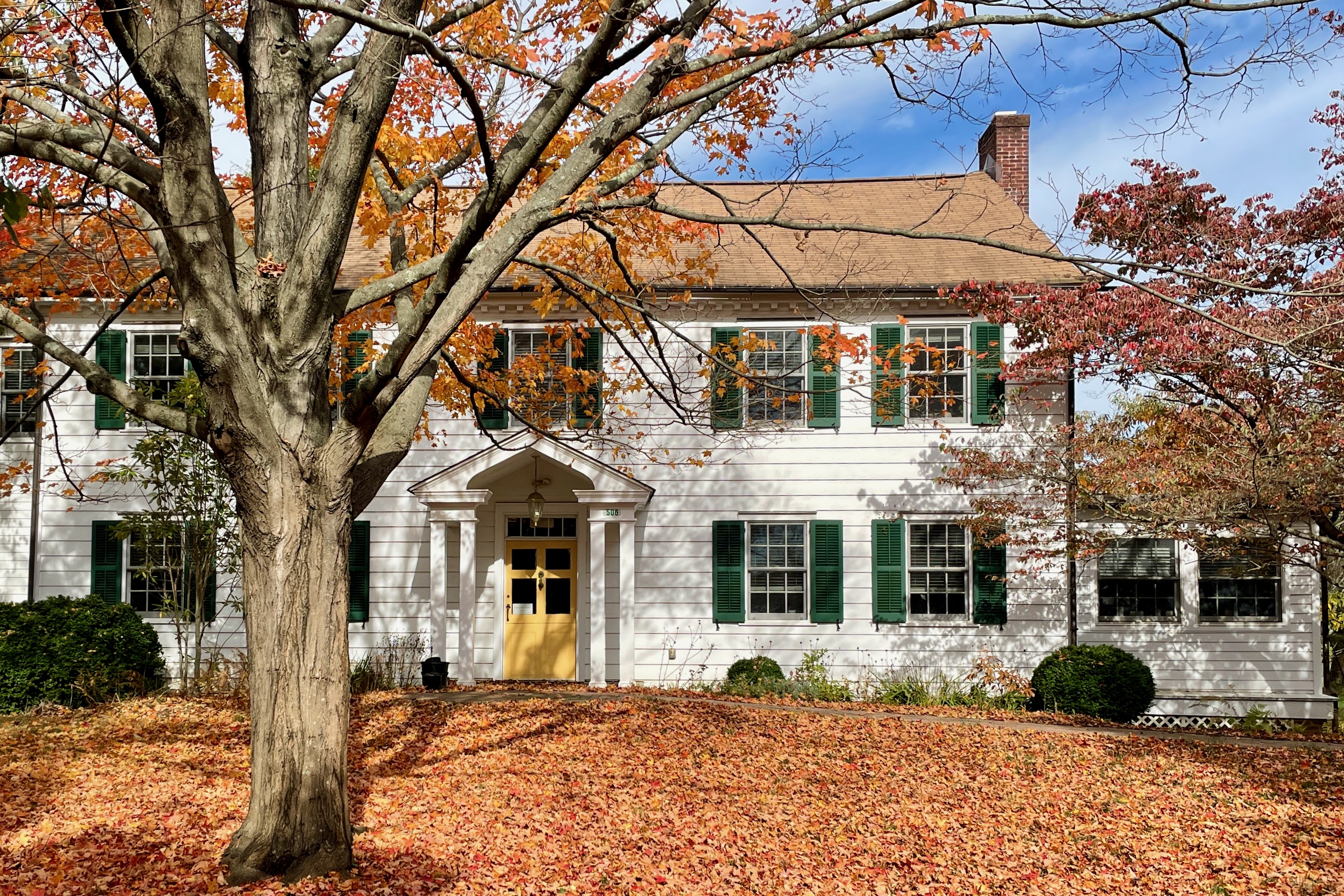
Дом Томаса Ллойда на ферме Брукдейл
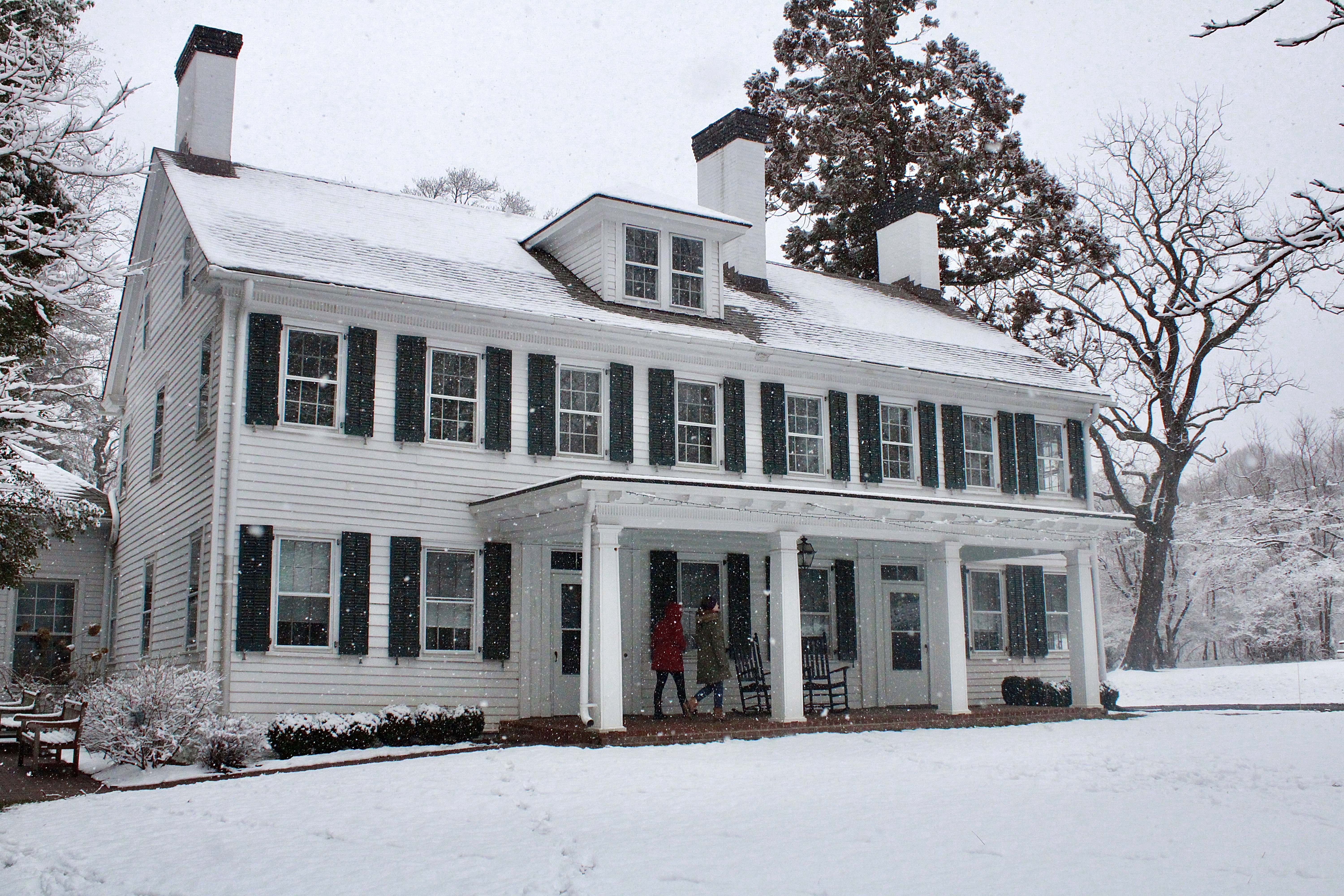
Голландский центр активного отдыха в Татум-парке, бывшем поместье престижной семьи Татум
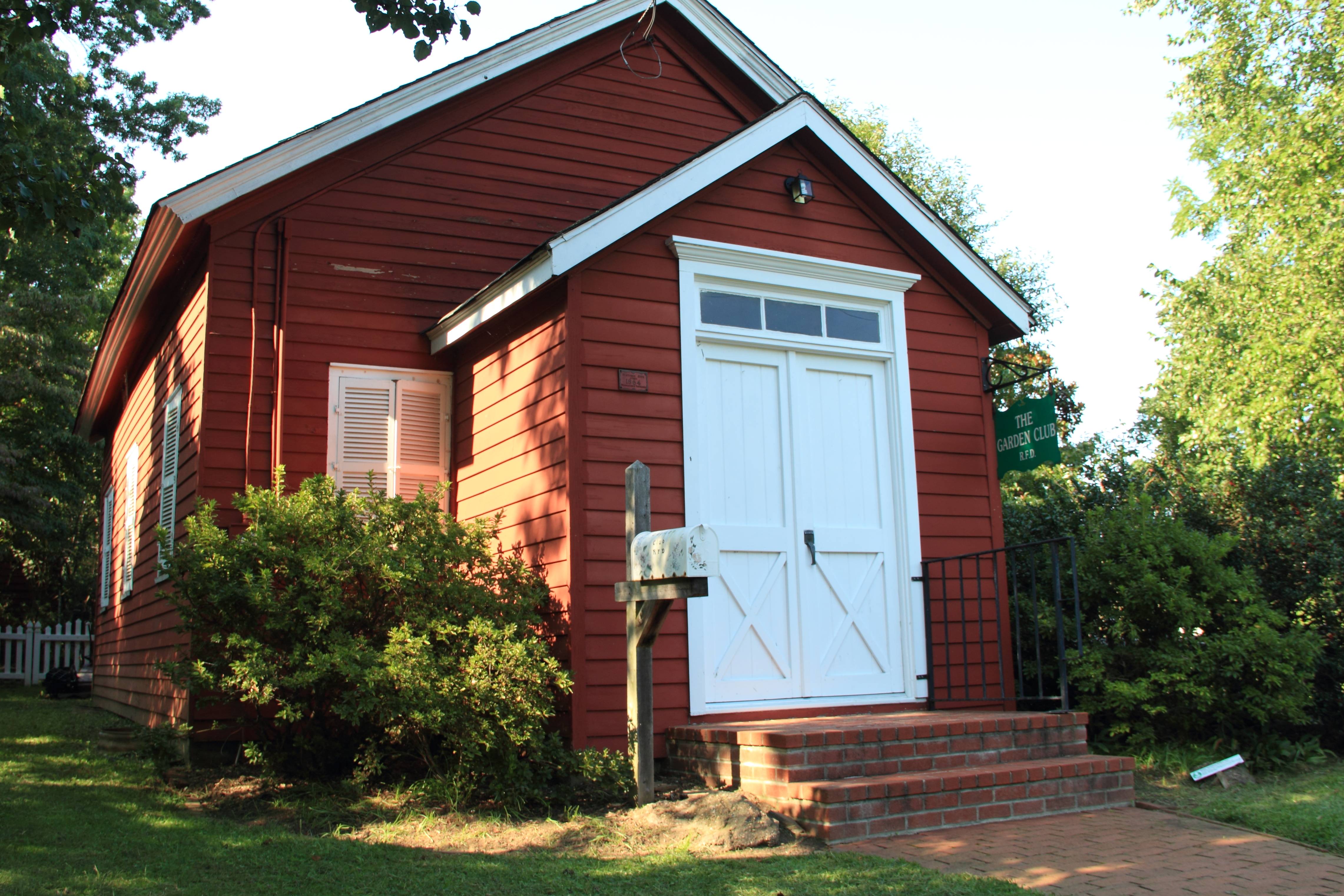
Здание Юнион Скулхаус было построено в 1842 году и использовалось для обучения до 1909 года. 23 июня 1976 года оно было внесено в Национальный реестр исторических мест за его значение для образования.
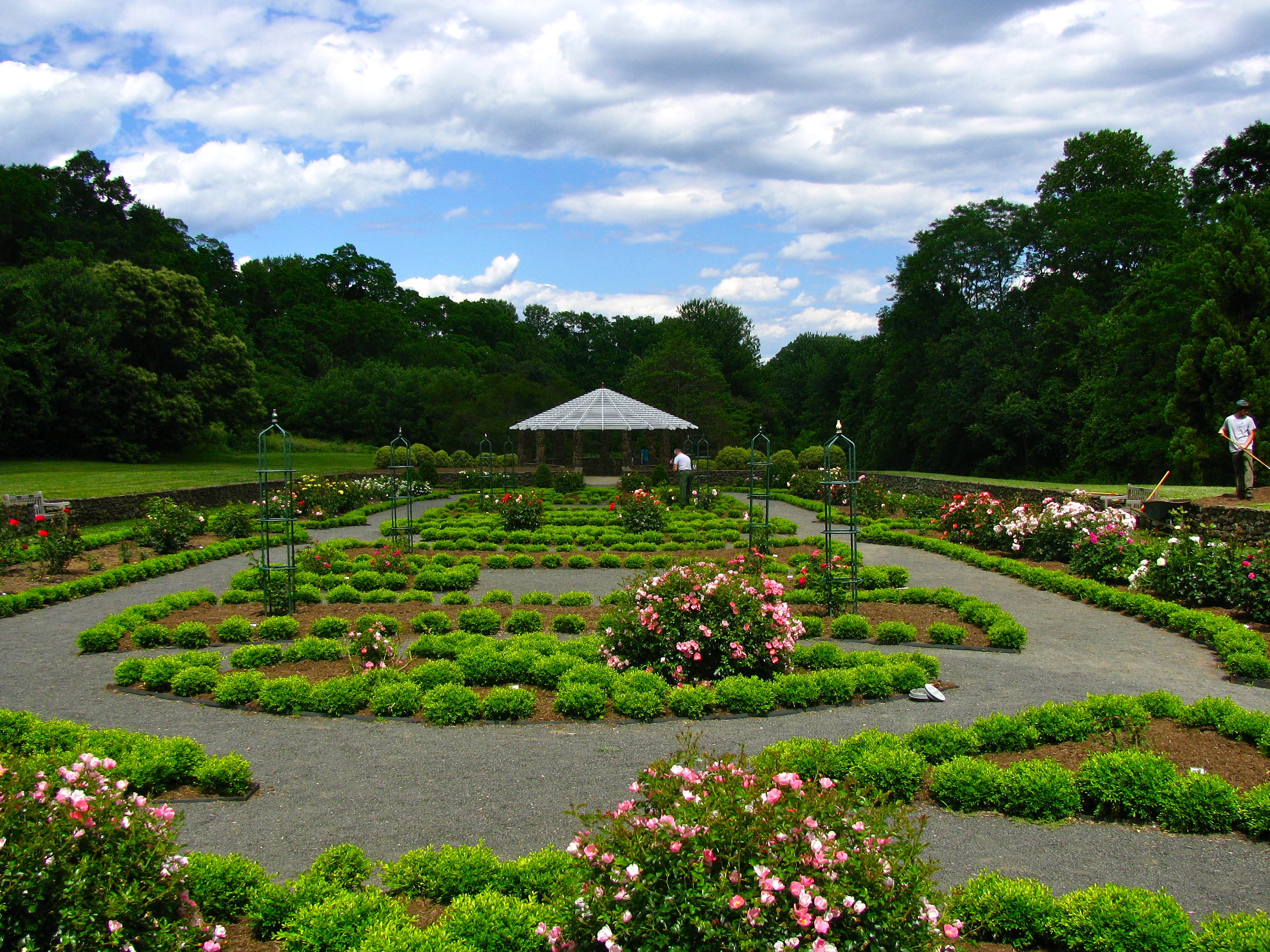
Партер роз в Дип Кат Гарденс, общественном ботаническом саду в Мидлтауне, который ранее был поместьем гангстера Вито Дженовезе
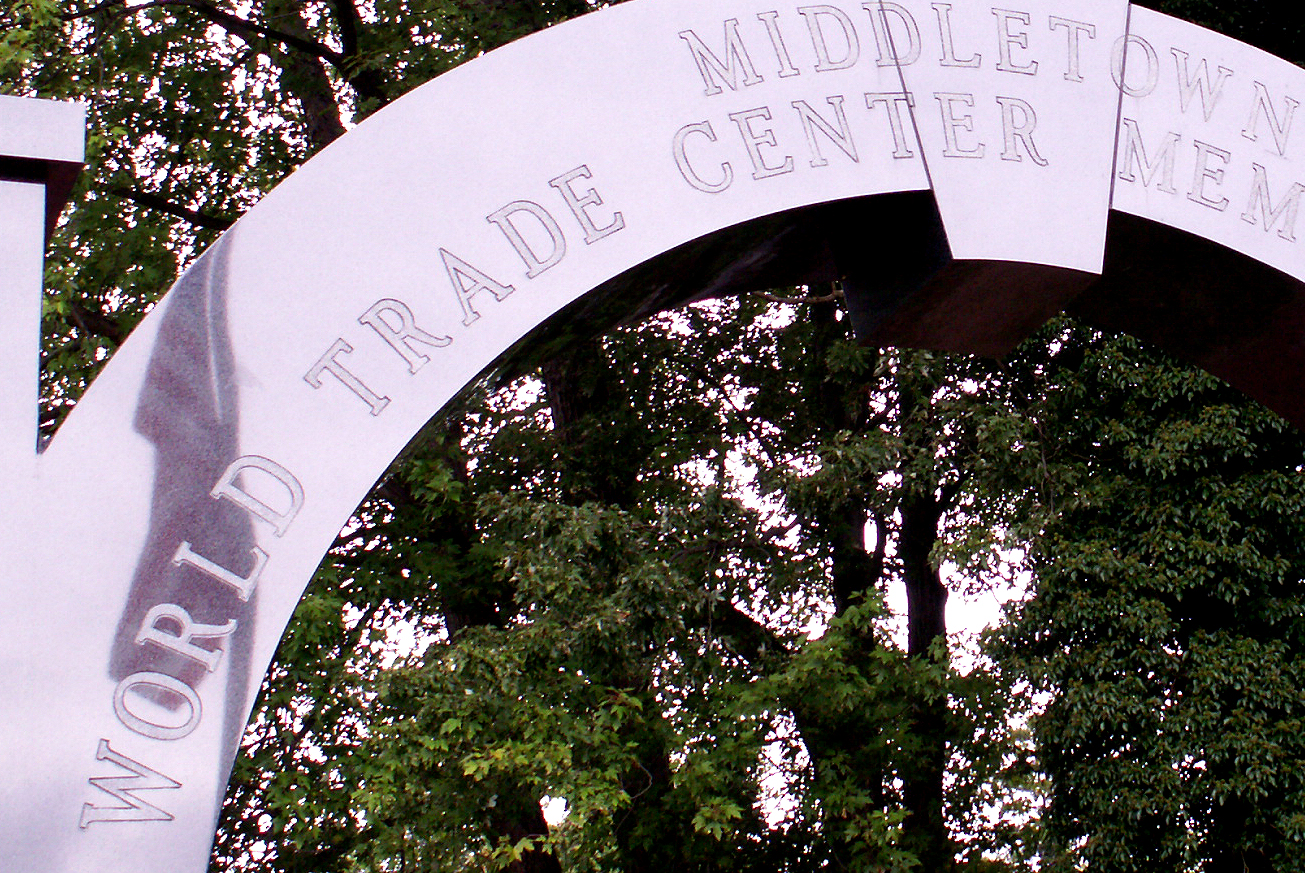
Мемориальные сады Всемирного торгового центра в Мидлтауне

## География
По данным Бюро переписи населения США, общая площадь тауншипа составляет 58,72 квадратных миль (152,09 км2), из которых 40,95 кв. миль (106,06 км2) занимает суша, а 17,78 кв. миль (46,04 км2) ― вода (30,27%).

## Правительство

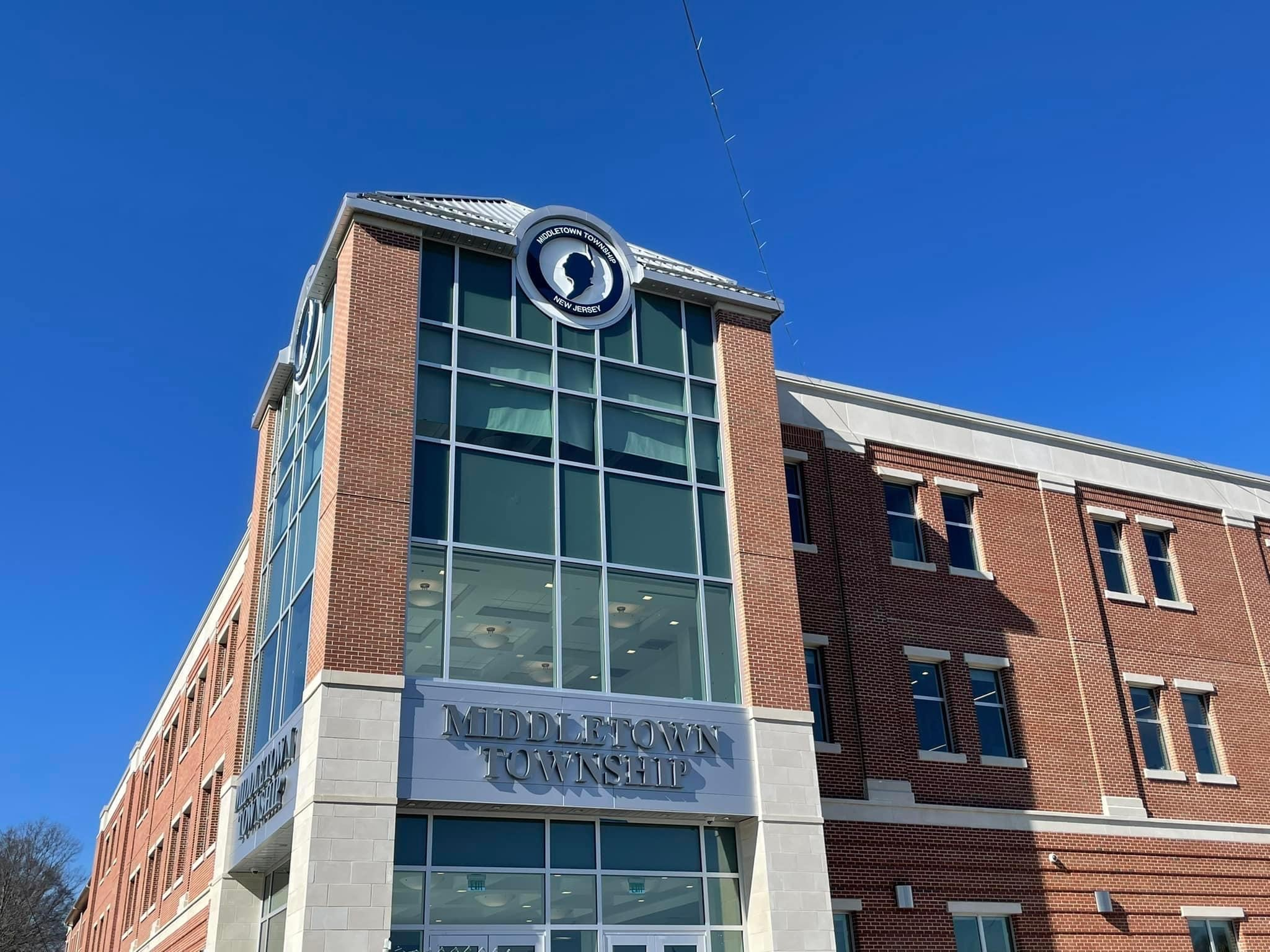
Ратуша Миддлтауна

Поселковый комитет действует в соответствии со специальным уставом, утвержденным 23 июня 1971 года законодательным собранием штата Нью-Джерси; Устав сохраняет многие аспекты поселковой формы правления. Тауншип является одним из 11 (из 564) муниципалитетов штата, управляемых в соответствии со специальной хартией.
Руководящий орган муниципалитета состоит из городского комитета в составе пяти человек, члены которого избираются общим голосованием на партийных выборах сроком на три года в шахматном порядке, при этом одно или два места предоставляются для избрания каждый год в течение трехлетнего цикла в рамках всеобщих выборов в ноябре. На ежегодном собрании по реорганизации Комитет выбирает одного из своих членов на должность мэра, а другого ― на должность заместителя мэра, каждый сроком на один год. Городской комитет разрабатывает муниципальную политику, программы и выделяет средства.
С 2025 года членами городского комитета Мидлтауна являются мэр Энтони С. Перри-младший (R, срок полномочий в комитете заканчивается 31 декабря 2027 года; срок полномочий мэра заканчивается в 2025 году), заместитель мэра Рик У. Хибелл (республиканец, срок полномочий в комитете и на посту заместителя мэра заканчивается в 2025 году), Райан М. Кларк (республиканец, 2026), Кимберли Кратц (республиканец, 2026) и Кевин М. Сеттембрино (республиканец, 2025).